# Alloniscus marinus
Alloniscus marinus är en kräftdjursart som beskrevs av Walter E. Collinge 1920. Alloniscus marinus ingår i släktet Alloniscus och familjen Alloniscidae. Inga underarter finns listade i Catalogue of Life.